# 국방홍보원
국방홍보원(國防弘報院, 영어: Defense Media Agency, DMA)은 국방일보 및 국군방송 등의 제작에 관한 사무를 관장하는 대한민국 국방부의 소속기관이다. 2000년 8월 28일 발족하였으며, 서울특별시 용산구 두텁바위로 54-99에 위치하고 있다.

## 직무
- 국방일보와 국군방송인 KFN TV 및 KFN 라디오 등 군 홍보물 제작에 관한 사무

## 연혁
- 1950년 7월 4일: 국방부 촬영대 창설.
- 1963년 12월 16일: 국방부 정훈부 방송실을 설치. .
- 1963년 12월 16일: 촬영대를 국군영화제작소로 개편.
- 1964년 11월 16일: 방송실을 국군방송실로 개편.
- 1979년 8월 29일: 국군신문제작소로 통합.
- 1981년 11월 2일: 국군홍보관리소로 개편.
- 2000년 1월 1일: 책임운영기관으로 지정.
- 2000년 8월 28일: 국방홍보원으로 개편.
- 2022년 8월 16일: 윤석열 정부, 유료 방송 사업 허가

## 조직
- 미디어전략실[2]
- 국방일보부[3][4]
- 국방TV·라디오부[3][4]
- 경영지원부[3]
- 감사심의팀[5]

## 논란
1. 국방홍보원, 방송제작 인원 3분의2가 '비정규직'[6]
2. 공공기관의 '민낯'..국방홍보원, 추가 갑질 의혹 제기[7]
3. 국방홍보원, 생방송 사고 한 달도 안돼 또 방송사고[8]
4. 네 편은 아무도 없어!”... 국방홍보원 비정규직 잔혹사
5. 국방TV, 공무원임금 반값에 ‘4개월 프리랜서 기자’ 계약 논란
6. 휴일 없이 9년 보낸 노동자를 향한 국방TV의 ‘뒷끝 갑질’
7. '비밀유지의무 위반' 이유로 해고된 국방홍보원 근로자…법원 "부당해고"
8. 거듭된 '부당해고' 판정…인정 않고 소송전
9. 9년 일한 '프리랜서 음향감독' 해고는 부당…대법 판결 나왔다
10. [단독]"탈북민 '北 자유' 말하니…정상회담 홍보용서 빼더라"
11. 국방TV '부당해고' 감독이 모순의땅 DMZ를 담아낸 다큐
12. 부당해고 최종승소까지 4년, 음향감독 “혼자만의 싸움 아니야”

## 같이 보기
- 미군 방송망(AFN) - 미국 전쟁부에 의해 창설되었음